# Walid Cherfa
Walid Cherfa (Toulouse, Francia, 19 de febrero de 1986) es un futbolista franco-argelino. Juega de defensa y su equipo actual es el Toulouse Rodéo de Francia. Ha sido internacional con la selección de fútbol de Argelia.

## Trayectoria
Cherfa se formó en las categorías inferiores del Toulouse debutando en Primera División con el conjunto galo cuando apenas contaba con 20 años. En la temporada 2007-2008 fue cedido al Tours de Tercera División donde alcanzó cierta regularidad y coincidió con Papakouly Diop, integrante al año siguiente del Nàstic y un fijo en los esquemas del técnico César Ferrando, que lo recomendó al cuerpo técnico tarraconense.
Tras dos campañas con los granas donde apenas consiguió continuidad, ese verano firmaba con el Girona por una temporada más otra opcional en función de partidos jugados que finalmente quedaron sorpresivamente canceladas antes de iniciarse la competición.
El jugador, internacional dos veces con la selección de fútbol de Argelia, ocupa la posición de lateral izquierdo aunque también puede actuar en el centro de la zaga y llegó a Albacete con la tarea de reforzar la parte de la defensa que más quebraderos le estaba dando a Antonio Calderón en lo que llevaban de competición.
En enero de 2011 el Albacete Balompié llegó a un acuerdo con el jugador para que se incorpore a la disciplina del club hasta junio de 2013, el jugador estaba sin equipo tras jugar dos temporadas en la segunda división A.

## Clubes
| Club                        | País    | Año        |
| --------------------------- | ------- | ---------- |
| Toulouse Football Club      | Francia | 2006-2007  |
| Tours FC                    | Francia | 2007-2008  |
| Club Gimnàstic de Tarragona | España  | 2008-2010  |
| Girona FC                   | España  | 2010       |
| Albacete Balompié           | España  | 2010-2011  |
| MC Alger                    | Argelia | 2011-2012  |
| Kalloni FC                  | Grecia  | 2012-2013  |
| Toulouse Fontaines          | Francia | 2013-2014  |
| Toulouse Rodéo              | Francia | 2014-2017  |
| Balma SC                    | Francia | 2017- 2019 |
| Toulouse Rodéo              | Francia | 2019- Act. |